# Link 14
Il Link 14 era un Data Link tattico in uso sulle unità marittime della NATO, progettato per trasferire informazioni di sorveglianza da navi con capacità di elaborazione di dati tattici (Link 11) ad altre unità non provviste di tali funzionalità. 
Il Link 14 è caduto in disuso nel 2010. 

## Descrizione

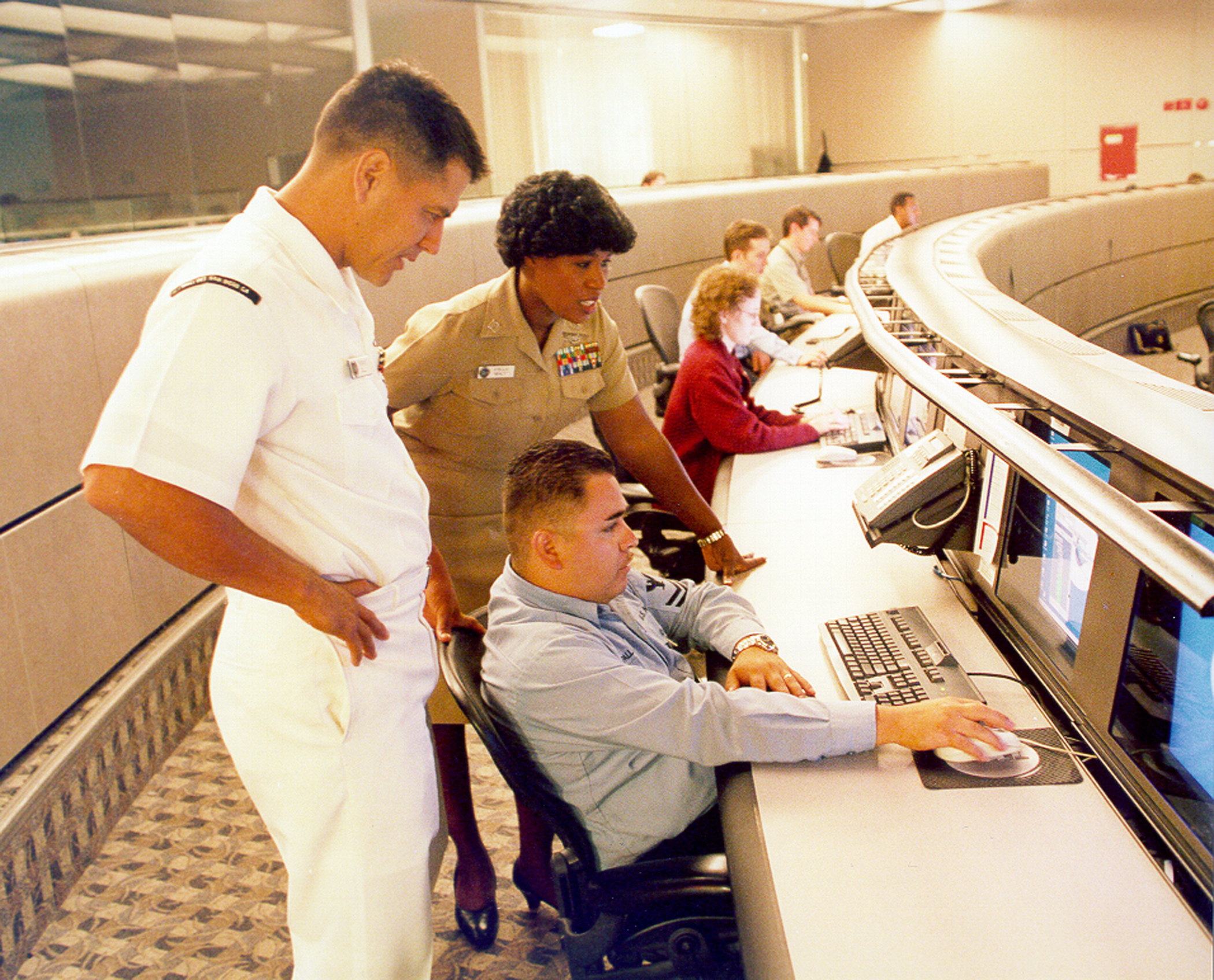
Tecnici della US Navy studiano i dati di un TDL

La modalità di trasmissione, un collegamento di tipo broadcast per telescrivente, consente la ricezione anche a lunghe distanze. 
Il Link 14 fornisce la capacità di trasmettere immagini ed informazioni di stato per l'utilizzo da parte di unità non in grado di ricevere trasmissioni di tipo Link 11, ad es. unità senza Tactical Data System – TDS, sia direttamente che tramite un'interfaccia.
Il collegamento può operare nelle frequenze HF, UHF, SHF e Satcom a seconda degli apparati di comunicazione dell'unità. La ricezione può essere effettuata tramite telescrivente, o in forma grafica usando un’unità video. La velocità di trasmissione dei dati è comunque molto lenta, a 75 baud
Se desiderato, può essere impostato più di un collegamento di tipo Link 14, con o senza unità di trasmissione separate, ad es. per dividere i dati aerei da quelli di superficie / subacquei. Tuttavia, può capitare che alcune unità siano limitate dai propri apparati di comunicazione nella possibilità di ricevere due reti. Poche unità hanno la capacità di trasmettere contemporaneamente su due canali Link 14 separati. 
La selezione dell'unità che trasmette i dati sul Link 14 dipenderà dalla disposizione delle forze di unità non-TDS stazionanti in zona, dalla frequenza del Link 14 ecc.

## Documenti di standardizzazione
Ogni nazione all'interno della NATO ha i propri formati di trasmissione di Link 14, che sono codificati nel documento ADatP-14. 
Il protocollo dei messaggi è definito nello STANAG 5514.